# Magyar Filmdíj a legjobb női mellékszereplőnek (tévéfilm)
A Magyar Filmdíj a legjobb női mellékszereplőnek elismerés a 2014-ben alapított Magyar Filmdíjak egyike, amelyet a Magyar Filmakadémia (MFA) tagjainak szavazata alapján 2019 óta ítélnek oda egy-egy év magyar tévéfilmtermése valamely alkotásában mellékszereplőként legjobb alakítást nyújtó színésznőnek.
A díjra történő jelölés nem automatikus; arra azon filmek szereplői jöhetnek számításba, amelyeket beneveztek a „legjobb tévéfilm” kategóriába. Nevezni az előző év január 1. és december 31. között televíziós csatorna műsorára tűzött, vagy nemzetközi filmfesztiválon versenyben vagy versenyen kívül szerepelt nagyjátékfilmet lehet.
A jelölés és kiválasztás rendszerét a Filmakadémia 2018-as közgyűlése határozta meg. A televíziós alkotások nevezési és regisztrációs határidejét év elején közli az MFA. A Magyar Filmhét versenyprogramjába került tévéfilmek szereplői közül a díjra érdemesnek tartott színészt az Akadémia tagjai egykörös titkos szavazással választják ki.
Az ünnepélyes díjátadóra Budapesten, a Magyar Filmhetet lezáró televíziós gálán kerül sor minden év elején.

## Díjak és jelölések
| Év (Gála) | Díjazottak                | Megjegyzés        |
| --------- | ------------------------- | ----------------- |
| 2019 (4.) | Tóth Ildikó – A színésznő | [ 4 ]             |
| 2020 (5.) | Nem osztották ki.         | Nem osztották ki. |